# Gouvernement di Rudinì III
Royaume d'Italie
di Rudinì II di Rudinì IV
Le gouvernement di Rudinì III (Governo di Rudinì III, en italien) est le gouvernement du royaume d'Italie entre le 11 juillet 1896 et le 14 décembre 1897, durant la XIXe législature.

## Composition
Composition du gouvernement
| Parti | Parti             | Idéologie     | Leader                     |
| ----- | ----------------- | ------------- | -------------------------- |
|       | Droite historique | Conservatisme | Antonio Starabba di Rudinì |

### Président du conseil des ministres
Antonio di Rudinì

### Listes des ministres

#### Ministres de la Grâce et de la justice
Emanuele Gianturco